# 坦瓦·素里亞加
坦瓦·素里亞加（曾誤譯為塔萬·素里亞傑，羅馬化：Thanwa Suriyajak，1990年12月30日—），小名Than，為泰國第7電視台一名具有泰、越、華、法血統的寮國籍演員。代表作有電影《愛在撒拉坎》；戲劇《椰子天堂》、《對手的心》及《地獄天使2019》等。

## 生平
Than於1990年12月30日出生於寮國占巴塞省，因出生於12月，所以被命名為"Thanwa"（泰語為Thanwakhom）。他的父親擁有中國、泰國及法國血統；母親有泰國、中國、越南血統，其親屬都在烏汶府及曼谷。Than於2015年畢業於蘭實大學，獲得傳播藝術學士學位，在校期間主修電影和影視科學，並在畢業後獲得獎學金繼續蘭實攻讀電影製作碩士學位。

## 演藝經歷
Than自18歲透過模特工作進入演藝圈。由於對泰國影視媒體充滿興趣，於是Than在名經紀人素帕猜·斯里維吉（A姐）的引薦下開啟他的演藝事業。

## 個人生活

### 感情
曾與女星安莎達彭·斯莉瓦塔娜功（Green）交往，兩人因合作戲劇《對手的心》進而相識相戀。
2023年4月24日，兩人同步於個人Instagram宣布結束八年戀情，表示彼此依然是好朋友，未來依舊會給予對方關愛與支持。

## 影視作品
註：以下資料整理自塔萬·素里亞傑於MyDramaList的影視簡歷。

### 電視劇
| 首播年份 | 戲名                     | 戲名   | 播放平台 | 角色                     | 備註     |
| 首播年份 | 譯名                     | 原文名 | 播放平台 | 角色                     | 備註     |
| 2011年   | 《河域魔愛》             |        | Ch7HD    | Kan                      | 配角     |
| 2012年   | 《神燈裡的小惡魔2012》   |        | Ch7HD    | Pitoe                    | 配角     |
| 2012年   | 《手杖男人》             |        | Ch7HD    | Glai                     | 配角     |
| 2012年   | 《靈魂互換》             |        | Ch7HD    | Playai                   | 主演     |
| 2013年   | 《椰子天堂》             |        | Ch7HD    | Suepsi                   | 主演     |
| 2015年   | 《火焰雞蛋花》           |        | Ch7HD    | Thiwat （Win）           | 主演     |
| 2015年   | 《孽情魅戒》             |        | Ch7HD    | Wisit Sakdina （Khundu） | 主演     |
| 2015年   | 《對手的心》             |        | Ch7HD    | Marwin Pitatpong         | 主演     |
| 2016年   | 《燃燒的愛火之火焰遊戲》 |        | Ch7HD    | Panat （Non）            | 主演     |
| 2016年   | 《燃燒的愛火之海火》     |        | Ch7HD    | Panat （Non）            | 特別出演 |
| 2016年   | 《嫉妒2016》             |        | Ch7HD    | Chanok （Nok）           | 主演     |
| 2018年   | 《暴風中的草花》         |        | Ch7HD    | Pongrapee （Pee）        | 主演     |
| 2018年   | 《後院小姐》             |        | Ch7HD    | Taywat Sutathep          | 主演     |
| 2019年   | 《愛的綑綁2019》         |        | Ch7HD    | Thanakim （Kim）         | 主演     |
| 2019年   | 《地獄天使2019》         |        | Ch7HD    | Ongard （Ard）           | 主演     |
| 2021年   | 《檀香味的迷戀》         |        | Ch7HD    | Pathapee （Din）         | 主演     |
| 2021年   | 《辣椒與鹽2021》         |        | Ch7HD    | Siam （Ding）            | 主演     |
| 2024年   | 《圈愛詭計》             |        | Ch7HD    | Nagun                    | 主演     |
| 2024年   | 《神秘預兆》             |        | Ch7HD    | Waratch                  | 主演     |
| 2024年   | 《玩火玫瑰2024》         |        | Ch7HD    | Thipatai （Thi）         | 主演     |

### 電影
| 年份   | 上映日期              | 片名           | 角色   | 備註     |
| 2011年 | 2011年3月10日（泰國） | 《愛在撒拉坎》 | Thep   |          |
| 2011年 | 2011年10月6日（泰國） | 《愛一夏》     | George |          |
| 2013年 | 2013年5月28日         | 《In Love》    |        | MV微電影 |

## 音樂錄影帶
| 年份   | 歌名               | 歌名   | 歌手                  | 備註  |
| 年份   | 譯名               | 原文名 | 歌手                  | 備註  |
| 2014年 | 右側有痣的泰國小姐 |        | Phunkorn Boonyachinda | [ 4 ] |

## 外部連結
- 坦瓦·素里亞加於Channel 7的簡介 （页面存档备份，存于）（泰文）
- 坦瓦·素里亞加的Instagram帳戶（泰文）
- 坦瓦·素里亞加的YouTube官方頻道 （页面存档备份，存于）（泰文）